# Antonino Abate
Antonino Abate, född 14 augusti 1825, död 30 september 1888, var en italiensk politiker och författare.
Abate var republikan, anslöt sig till Carbonarisällskapet och deltog i de antiborbonska rörelserna 1848-1849 (vari han ådrog sig en skada). Han flydde till Palermo, men blev senare arresterad p.g.a. misstankar för inblandning i satiriska tidningar och inspärrad i ett år. Han verkade som lärare mellan åren 1851 och 1858 och hade bland andra kusinen Giovanni Verga som elev.
Mellan 1860 och 1861 var Abate chefredaktör för den av Verga startade tidningen Roma degli italiani. 1867 ställde han upp i politiska val men fick ej väljarnas förtroende. 1881 sammanställde han en appell till Umberto I med anledning av dennes besök på Sicilien, vari krävdes större demokrati på denna ö. Abate dog fattig och isolerad, trogen sina republikanska ideal.

## Verk (urval)
- Il progresso e la morte, 1850
- Racconto di un esule, 1860
- Italia e Vittorio Emanuele, 1861
- Dante e la civiltà, 1883